# Vroege landschapsstijl

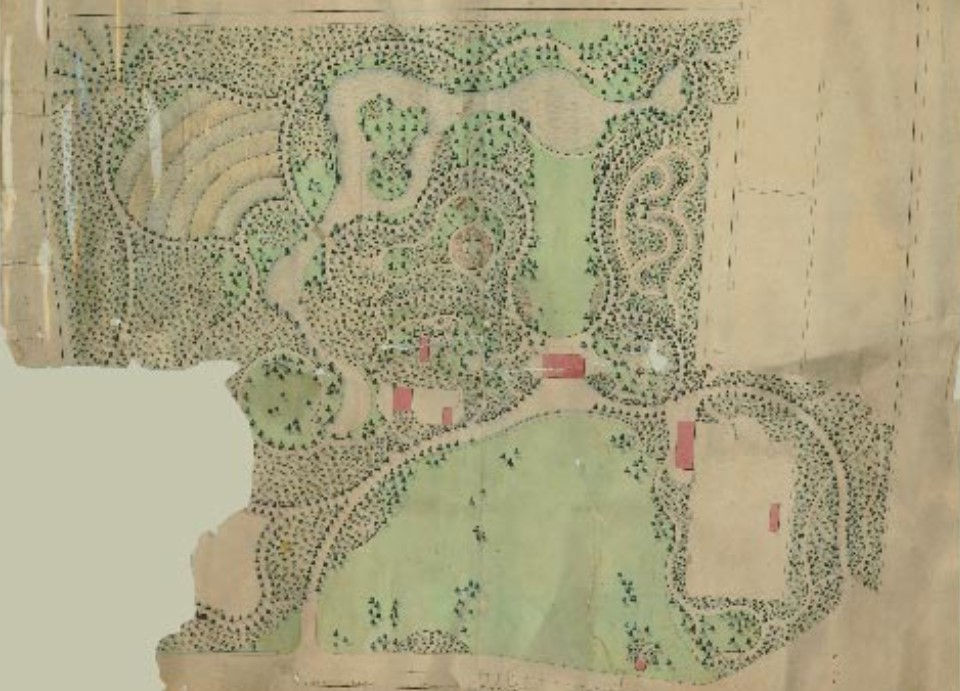
Voorbeeld van vroege landschapsstijl: ontwerp van Johan David Zocher Sr. voor park van het Klooster te Haarlem, ca. 1807

De vroege landschapsstijl is een Nederlandse landschapsstijl die vooral in de periode 1750-1815 werd toegepast binnen de landschapsarchitectuur in Nederland. In het verleden werd het vaak ook wel een Engelse landschapsstijl genoemd. Binnen de vroege landschapsstijl werd gemodelleerd naar een ideaal landschap volgens de schilderkunst en literatuur van destijds. Het wordt gekenmerkt door kleinschaligheid en beslotenheid. 
Doordat het de eerste vorm van een Nederlandse landschapsstijl was, toont het de kenmerken van een overgangsstijl, met onder andere regelmatige kronkelende paden zonder einddoel. Een andere belangrijk kenmerk zijn zichtassen binnen de aanleg, dus niet naar de buitenwereld. Typerende landschapselementen zijn (hakhout)bossen, heuveltjes, solitaire bomen, boomgroepen en waterlopen. In de 18e-eeuwse vroege landschapsstijl werd voorts veel gebruikgemaakt van exotische gewassen en boomsoorten, wat moest zorgen voor extra kleur en schakeringen.
De vroege landschapsstijl wordt opgevolgd door de late landschapsstijl.

## Voorbeelden

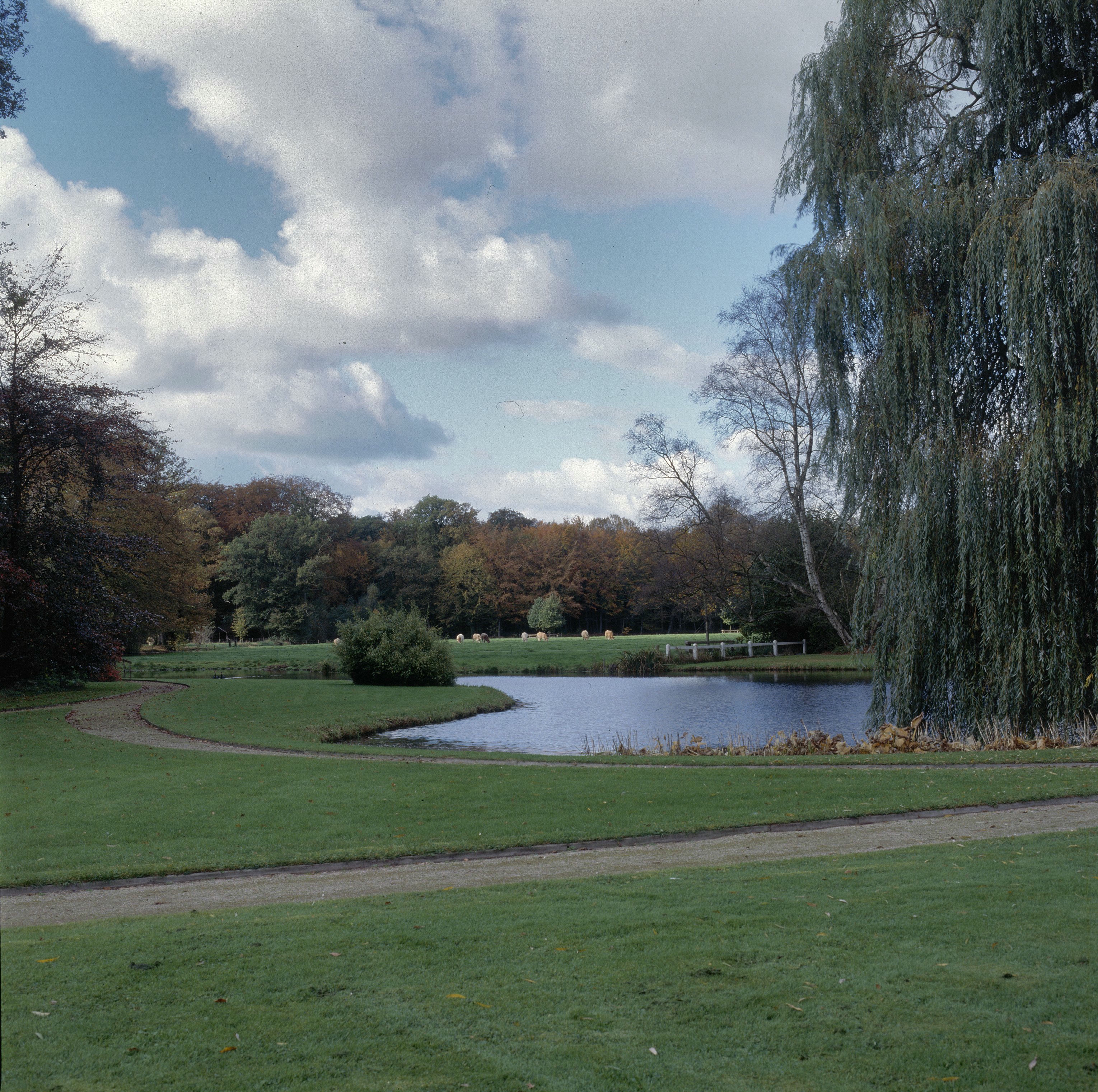
Park van het Nijenhuis, Heino

De vroege landschapsstijl wordt in Nederland vertegenwoordigd door tuinarchitecten als Jan David Zocher sr., Philip Willem Schonck, Johann Georg Michael en Johan Philip Posth.
Voorbeelden van vroege landschapsstijl in Nederland zijn:
- Park van Windesheim, aangelegd in 1793-'96[5]
- Tuin van de voormalige buitenplaats Het Klooster, Haarlem (1807)[6][7]
- Tuin van Twickel, aangepast naar plannen van Jan David Zocher jr.[5]
- Park met grand canal van het Nijenhuis, Heino[5]

Een voorbeeld van een overgang van vroege naar late landschapsstijl:
- Het Klooster, Haarlem (1807)[6][8]